# Ettore Bastico

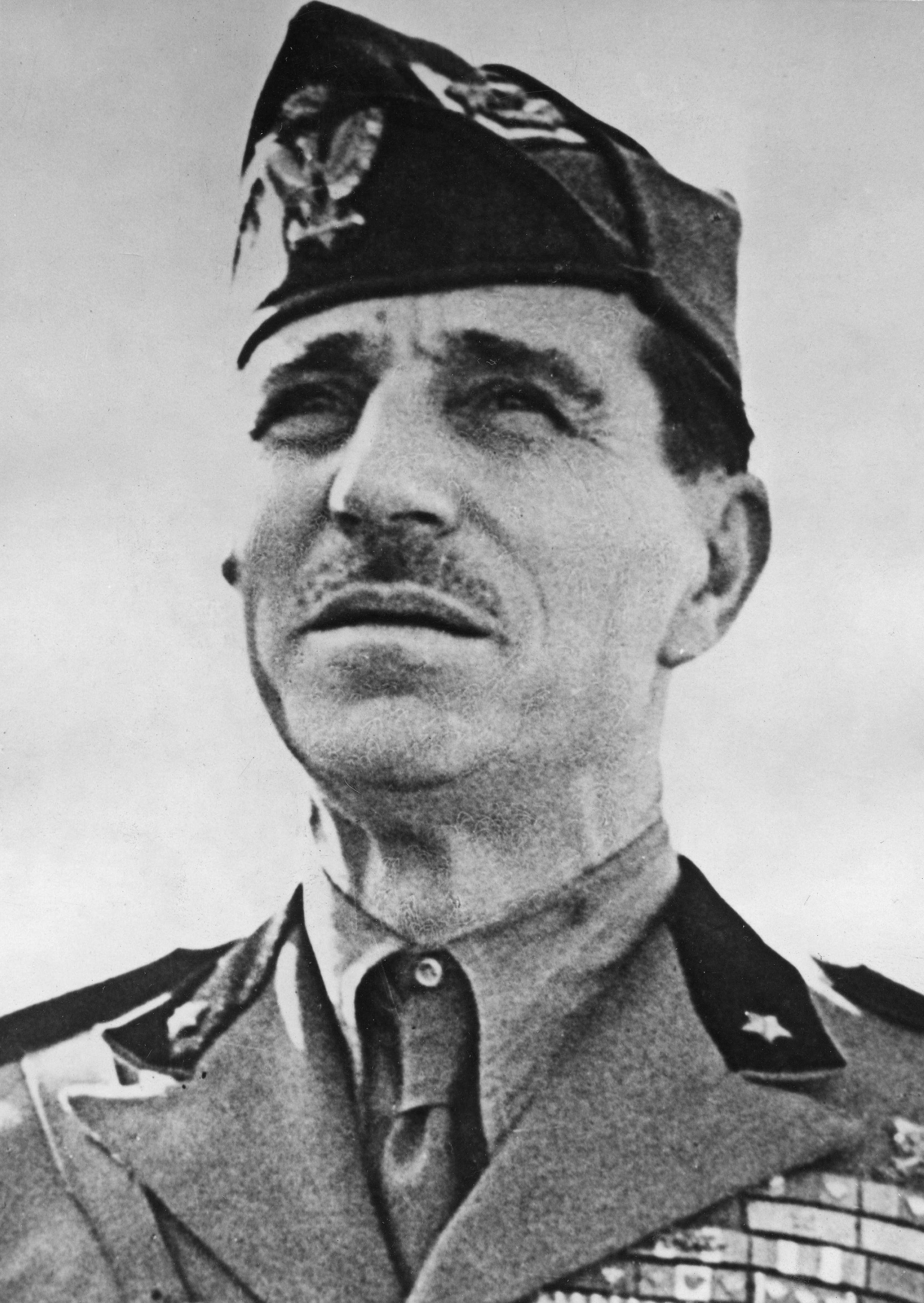
Ettore Bastico 1942

Ettore Bastico (* 9. April 1876 in Bologna; † 2. Dezember 1972 in Rom) war ein italienischer Marschall.

## Militärische Laufbahn
Bastico begann seine militärische Laufbahn als Leutnant beim 3. Bersaglieri-Regiment. Während des Ersten Weltkriegs diente er als Generalstabsoffizier bei mehreren Divisionsstäben. 1927 beförderte man ihn zum Brigadegeneral, 1932 erhielt er sein erstes Divisionskommando. Mussolini beauftragte ihn kurz danach mit der Aufstellung einer ersten faschistischen „Schwarzhemdendivision“, mit der er 1935/36 am Abessinienkrieg teilnahm. In Ostafrika befehligte er auch ein Armeekorps. Während des Spanischen Bürgerkrieges kommandierte Bastico ab 1937 das italienische Freiwilligenkorps Corpo Truppe Volontarie als Nachfolger von Mario Roatta.
Bastico gehörte dem italienischen Senat seit 1939 an. 1940, im Alter von 65 Jahren, wurde er Gouverneur der Italienischen Ägäis-Inseln, 1941 Generalgouverneur von Italienisch-Libyen und Oberbefehlshaber der italienischen Truppen in Nordafrika. Formal unterstand ihm auch Rommel und das Deutsche Afrikakorps. Mit Rommel hatte Bastico wiederholt heftige Auseinandersetzungen, die ihm den Spitznamen „Bombastico“ einbrachten. Nach Rommels Beförderung zum Generalfeldmarschall ernannte Mussolini Bastico am 12. August 1942 zum Marschall von Italien. Nach der verlorenen zweiten Schlacht bei El Alamein und dem Verlust von Libyen verlor Bastico Ende 1942 seinen Posten und wartete bis Kriegsende auf ein neues Kommando.

## Nachkriegszeit
Nach dem Krieg betätigte sich Ettore Bastico als Militärhistoriker. Ettore Bastico starb 1972 im Alter von 96 Jahren in Rom.